# Postludium
Postludium (lat., „Nachspiel“; engl.: postlude; frz.: postlude, sortie; it. u. span.: postludio) wird vor allem in der Orgelmusik als Gegenbegriff zum Praeludium gebraucht und bezeichnet eine freie, seltener cantus-firmus-gebundene Komposition, die am Schluss einer zyklischen Komposition steht bzw. als Nachspiel dem Gemeindegesang folgt. Allgemein wird als Postludium auch ein Orgelwerk oder eine freie Improvisation bezeichnet, die am Schluss eines Gottesdienstes als Nachspiel vorgetragen wird, während die Gemeinde die Kirche verlässt.
Ein Beispiel für die Verwendung der Bezeichnung Postludium auch außerhalb der Orgelmusik ist das Schlussstück des Klavierzyklus Ludus tonalis von Paul Hindemith.